# Paea Wolfgramm
Paea Wolfgramm (* 1. Dezember 1971 in Vavaʻu, Tonga) ist ein ehemaliger tongaischer Schwergewichtsboxer. Er entstammt einer deutsch-tonganischen Familie.

## Amateur
Wolfgramm belegte als Amateur einen dritten Platz bei den Commonwealth Spielen 1994 in Victoria und gewann die Ozeanische Meisterschaft 1995 in Nukuʻalofa, Tonga.
Im Boxwettbewerb der Olympischen Sommerspiele 1996 gewann der Normalausleger im Superschwergewicht (über 91 kg) die Silbermedaille. Er wog damals 154,5 kg und hatte 23 Kämpfe gewonnen. Im Achtelfinale besiegte er den Belarussen Sjarhej Ljachowitsch und im Viertelfinale den Kubaner Alexis Rubalcaba. Mit einem Punktsieg über den Nigerianer Duncan Dokiwari zog er dann in das Finale ein. Dort traf er auf Wladimir Klitschko aus der Ukraine, dem er sich nach Punkten geschlagen geben musste. Nach wie vor ist Wolfgramm der einzige Medaillengewinner in Tongas Olympia-Geschichte.

## Profi
Nach den Olympischen Spielen wurde Paea Wolfgramm im Dezember 1996 Profiboxer. Er konnte allerdings nie an seine guten Amateurleistungen anknüpfen. Im Mai 1998 verlor er gegen den als Aufbaugegner geplanten Marion Wilson (Bilanz 10-25-3) über sechs Runden nach Punkten. Sein einziger Sieg gegen einen bekannteren Gegner gelang ihm im August 1998 gegen den abgekämpften Kubaner Jorge Luis González, den er über acht Runden nur knapp nach Punkten bezwang.
Am 18. März 2000 kämpfte er in Hamburg in einem Zwölf-Runden-Kampf um den Interkontinental-Titel der WBC erneut gegen seinen Amateurrivalen Wladimir Klitschko und ging in der ersten Runde KO. Wolfgramm verlor zwei seiner nächsten vier Kämpfe und hängte die Handschuhe 2001 an den Nagel. 2003 scheiterte ein Comebackversuch.

## Sonstiges
Wolfgramm hat sieben Kinder – fünf Söhne und zwei Töchter. Nach seiner Boxkarriere wurde er Internatserzieher am renommierten Wesley College in Pukekohe, Neuseeland.